# Willy Brandt
Willy Brandt, född Herbert Ernst Karl Frahm den 18 december 1913 i Lübeck, Kejsardömet Tyskland, död 8 oktober 1992 i Unkel (nära Bonn), Landkreis Neuwied, Rheinland-Pfalz, var en tysk socialdemokratisk politiker. Han var Västtysklands utrikesminister 1966-1969 och Västtysklands förbundskansler 1969–1974.
Brandt växte upp i arbetarrörelsen i Lübeck och levde i exil undan nazistregimen innan han återkom till Tyskland och inledde en politisk karriär i SPD. Han blev känd som Västberlins borgmästare under en period av spänningar under kalla kriget. 1969 valdes han till förbundskansler varpå han initierade den nya tyska Östpolitiken för vilken han fick Nobels fredspris 1971. Brandt var Tysklands första socialdemokratiska förbundskansler. Han avgick 1974 i samband med Guillaume-affären, men fortsatte att vara engagerad i politiken.

## Biografi

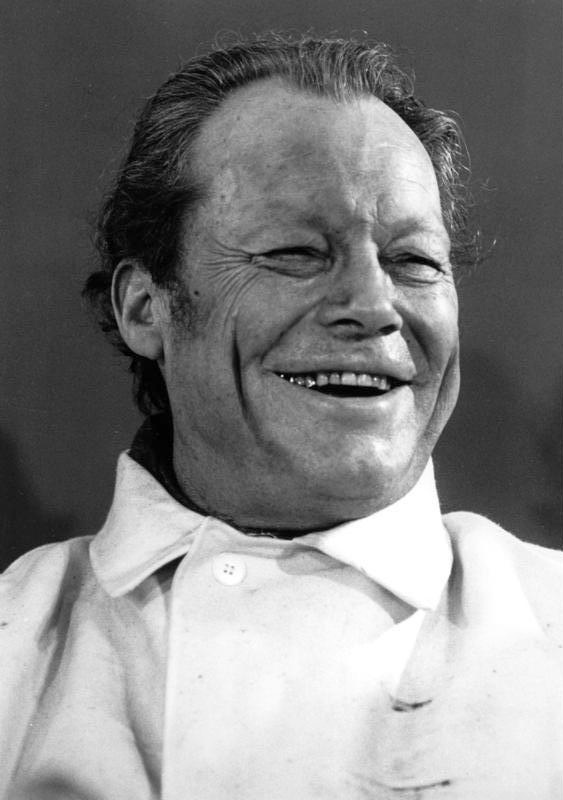
Willy Brandt vid ett kolgruvsbesök i Dortmund 1974.

### Uppväxt
Brandt växte upp tillsammans med sin mor Martha Frahm (1894–1969), som arbetade som säljare i Konsum-föreningen, och dennas styvfar Ludwig Frahm (1875–1935). Hans far hette John Möller (1887–1958), men hans mor skrev inte in namnet i födelseattesten. Fadern var från Hamburg och arbetade fram till 1933 som lärare men tvingades, efter att ha delat ut flygblad för socialdemokratin, att lämna sitt arbete och arbetade sedan som bokhållare. Brandt lärde aldrig känna sin biologiska far och det dröjde till 1947 innan hans mor berättade vem hans far var. När han skulle återfå sitt tyska medborgarskap krävdes uppgiften om hans fars namn varpå han skrev ett brev till sin mor och bad om att få veta. Brandt frågade heller aldrig om sin far som barn då ämnet var tabubelagt, många andra arbetarbarn i Lübeck delade hans situation. Brandt har beskrivit uppväxten som ett "familjärt kaos".
Brandt döptes i Sankt Lorenz-kyrkan i Lübeck, eftersom utomäktenskapliga barn inte tilläts döpas i församlingskyrkan. Modern gifte om sig med Emil Kuhlmann 1927 och Brandts halvbror Günther föddes 1928. Brandt kallade moderns nya man, som kom från Mecklenburg, för Onkel. Brandt kom då att bo hos morfadern, som arbetade som lastbilschaufför, och hans nya fru Dora som Brandt kallade "Tant Dora". Brandts morfar, som var styvfar till Brandts mor, hade börjat som lantarbetare i Mecklenburg och senare flyttat in till staden och börjat arbeta vid Drägerverken. Morfadern kom att spela en central roll som fadersgestalt, Brandt kallade honom "Papa" och morfadern var bland annat engagerad i att Brandt skulle gå på gymnasiet. Familjen var vid Brandts födelse en del i arbetarrörelsen i Lübeck och Brandt kom i tidig ålder att bli medlem i en barngrupp inom rörelsen och lärde sig spela mandolin, något som på 1970-talet plockades upp i en valkampanj när Brandt poserade med en mandolin. Brandt var även med i ungdomsgruppen Rote Falken. Morfadern var engagerad i SPD som förtroendeman i stadsdelen Holstentor-Süd och sattes även upp som SPD-kandidat i valet till Lübecks stadsförsamling. Även hans mamma och styvfar såg sig som en självklar del i arbetarrörelsen och SPD.
Brandt avlade studentexamen 1932 på Johanneum i Lübeck, ett reforminriktat gymnasium. Hans favoritämnen var tyska och historia, hans examensarbete i historia handlade om August Bebel. Brandt, som då kallade sig Karl Frahm och inte längre Herbert som hans mor kallade honom, kunde gå på gymnasiet då han gjorde ovanligt bra ifrån sig i folkskolan. Ungsocialisten Frahm kom 1930 att stå inför domstolen i Lübeck efter ett slagsmål med unga Hitleranhängare, men frikändes. Han började efter studenten arbeta som skeppsklarerare hos rederiet F.H. Bertling.  Arbetet vid skeppsmäklarfirman gav Brandt möjligheten att öva på de skandinaviska språken då firman hade många nordiska kunder som man hjälpte med tullformaliteter. Han hade då journalist som sitt drömyrke och han skrev politiska texter i SPD-tidningen Volksbote i Lübeck, vars chefredaktör och den senare motståndsmannen Julius Leber hade ett avgörande inflytande på Brandt. Brandt publicerade bland annat texter om en vistelse i Norge där han besökte avlägsna släktingar. Brandt var 1930-1931 medlem i SPD. 1931 bröt Brandt med Leber och socialdemokratin och gick med i Sozialistische Arbeiterpartei (SAP), en vänstersocialistiskt grupp som opponerade sig mot SPD:s politik.

### Exilåren

#### Norge
Brandts politiska engagemang gjorde att han under mitten av 1930-talet gick i landsflykt till Norge när nazisterna tog makten. När nazisterna tog makten valde SAP att bli en underjordisk organisation vid en träff i Dresden, för första gången använde nu Herbert Frahm täcknamnet Willy Brandt. Willy Brandt fick i mars 1933 uppdraget att arrangera Paul Frölichs resa till Oslo, men Frölich greps varpå Brandt fick uppgiften att resa till Oslo och där bygga upp en cell. Brandt ansågs vara i fara för att gripas, bland annat efter att ha talat för en stor samling i Holstenhalle i Lübeck i februari 1933 om vikten av gemensam kamp mot fascismen. 1928 hade Brandt för första gången varit i Skandinavien då han tillsammans med en kompis rest genom Danmark, Sverige och Norge, reseskildringarna om naturen och kulturen hade han fått publicerade i tyska tidningar. Från Travemünde tog sig Brandt med hjälp av en fiskare till Rødbyhavn och sedan vidare till Köpenhamn, sedan vidare med båt till Oslo. Han började studera historia 1934 men hans historiestudier avslutades aldrig då han arbetade för norska tidningar och engagerade sig politiskt.
I Norge lärde sig Brandt snabbt språket och hans snabba integrering skedde genom arbetarrörelsen som han som politisk flykting direkt blev en del av, inte minst genom Finn Moe, som ordnade ekonomiskt stöd från en arbetarfond. Brandts tid i Norge var dock inte okomplicerad då han vid två tillfällen skulle utvisas då han sågs som en utländsk agitator. Oscar Torp, ordförande för Arbeiderpartiet, kom till hans undsättning och efter valet 1935 liberaliserades flyktingpolitiken. Hans studier vid Oslo universitet tillsammans med arbetet som journalist var en del i att säkra tillvaron i Norge. Han engagerade sig i den norska Spanienhjälpen och senare i det humanitära stödet till Finland under Vinterkriget.
Brandt reste runt i Europa för att träffa andra inom motståndsrörelsen, bland annat till Amsterdam, Bryssel, Paris och Ostrava. Vid besöket i Nederländerna var han nära att åka fast och överföras till Nazityskland men kunde tack vare sitt norska uppehållstillstånd utge sig för att vara norrman. Under täcknamnet Gunnar Gaasland återvände han september-december 1936 till Tyskland och Berlin. Den riktige Gunnar Gaasland levde i Oslo och umgicks i samma politiska kretsar som Brandt och hans flickvän Gertrud Meyer, som följt med till Norge. Gaasland ingick ett skenäktenskap med Meyer för att ge henne norskt medborgarskap. Brandt och Meyer levde tillsammans fram tills Meyer lämnade Norge för USA 1939. Brandt arbetade för Arbeiderbladet och var engagerad i den norska arbetarrörelsens Spanienkommitté. Under det spanska inbördeskriget rapporterade Brandt för norska tidningar 1937. 
Nazisterna utvisade honom 1938 och Brandt ansökte om att bli medborgare i Norge. Han fick norskt medborgarskap av den norska exilregeringen i London efter sin flykt till Sverige, vilket han gjorde när nazisterna ockuperade Norge våren 1940. I samband med den tyska invasionen greps Brandt men togs för norrman och kunde sedan fly till Sverige.

#### Sverige

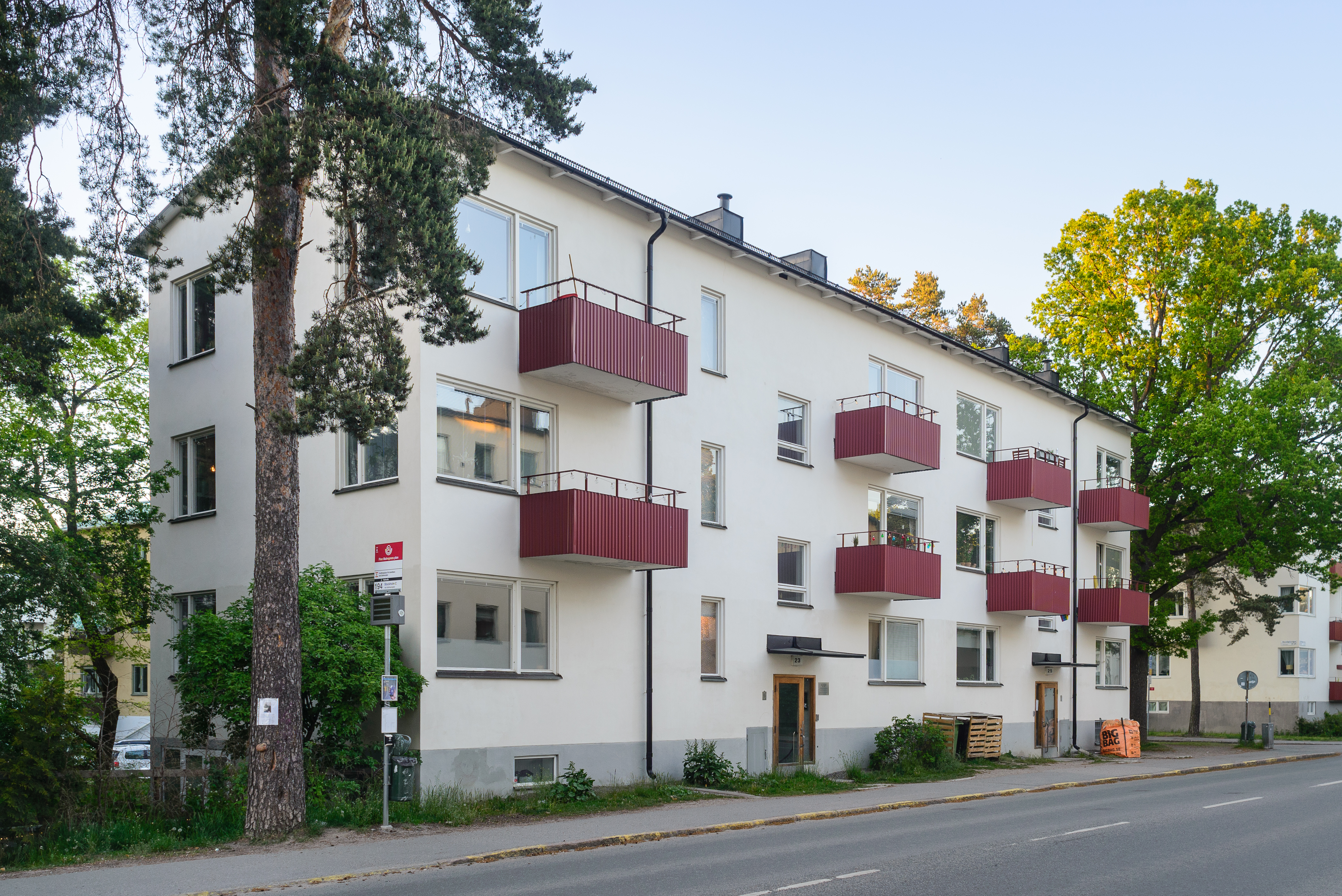
Huset i Hammarbyhöjden där Willy Brandt bodde under sin exil i Sverige.

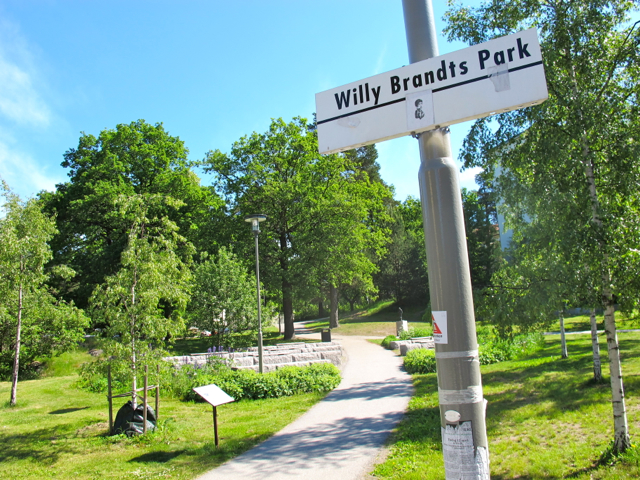
Willy Brandts park i Hammarbyhöjden.

I juni 1940 flydde Brandt genom skogen över till Sverige vid Skillingmark. Han togs in till förhör och fördes senare till Charlottenberg där flyktingar samlades upp för vidare utredning. Brandt lyckades kontakta August Spångberg, som från Stockholm reste till Charlottenberg och fick loss Brandt från förvaringen. I Stockholm återsåg han de norska vännerna Martin Tranmæl och Halvard Lange och blev en del av den norska exilgemenskapen. Men Brandt fick även goda kontakter med den svenska socialdemokratin och med de omkring 20 SAP-medlemmar som levde i exil i Stockholm. Brandt togs in till förhör av Säkerhetspolisen vid ett tillfälle och hölls under uppsikt under hela sin tid i Stockholm. I en norsk-svensk informationsbyrå arbetade Brandt för den norska saken med att sprida nyheter om situationen i Norge vidare. Hans blivande fru Carlota och dottern Ninja anslöt till Stockholm.
I Sverige medverkade han i den norskspråkiga tidningen Håndslag, som delvis smugglades in i Norge. Om Brandts kontakter med USA och Storbritannien, men även Sovjetunionen, har också mer kommit fram under senare år. I de akter som Säkerhetspolisen offentliggjorde i slutet av 1990-talet kommer bland annat fram att Brandt lämnade uppgifter som kom att användas av den brittiska säkerhetstjänsten. Brandt arbetade även för brittiska Special Operations Executive i Oslo och för nyhetsbyrån Overseas News Agency.
I Stockholm lärde han också känna Bruno Kreisky och anslöt sig till den tyska socialdemokratiska exilgruppen i oktober 1944, vilket kan ses som hans återinträde i socialdemokratin efter åren inom den radikala vänstern. Brandt tog intryck av de norska och svenska socialdemokratiska framgångarna, vilka han senare tog upp vid återkomsten i Tyskland som exempel att studera. Brandt togs 1944 åter upp som medlem i SPD efter interna diskussioner om hans lämplighet. Kritiska röster som Kurt Heinig såg kritiskt på Brandt som en "märklig gestalt" och "nynorrman" samt hans bakgrund i utbrytarpartiet SAP.
Brandt engagerade sig i Stockholm i vad som kommit att kallas "Lilla internationalen", ett diskussionsforum där de i exil tillsammans med bland andra Torsten Nilsson, Alva Myrdal och Gunnar Myrdal diskuterade politik, bland annat vad man ska skulle göra efter kriget. En produkt av samtalen kom ut 1943 i De demokratiska socialisternas fredsmål. I kontrast till Brandts tillvaro står en av hans senare och närmaste partikollegor inom SPD, Herbert Wehner, som internerades i Sverige 1942 som misstänkt sovjetisk agent. Wehner satt fängslad bland annat i Falun, Vänersborg och på Långholmen i Stockholm.

### Återkomsten i Tyskland
1946 kan Brandt för första gången på tio år besöka Tyskland som norsk korrespondent, han rapporterade för skandinaviska tidningar, bland annat vid Nürnbergrättegångarna. På väg ner till Nürnberg kan han återse familjen i Lübeck, en stad han inte längre kan orientera sig i efter krigets förstörelse. 1946 utsågs han till 'presseattaché' (pressattaché) vid den norska militärmissionen i Berlin. Han kom senare att övertygas av Kurt Schumacher att återvända till SPD och blev 1947 på nytt tysk medborgare då han återfick medborgarskapet av delstatsregeringen i Schleswig-Holstein 1 juli 1948.  Han använde nu permanent namnet Willy Brandt, ett täcknamn han börjat använda 1934, och gjorde det till sitt officiella namn 1949. Namnet fick han inspiration till i Lübeck där en skeppsutrustningsfirma hette William Brandt. 
I SPD kom Brandt att få rollen som ledare för SPD:s Berlinsekretariat.  Till Brandts sysslor i SPD under de första åren hör även posten som chefredaktör för partiorganet Sozialdemokrat i Berlin. Han arbetade fortsatt som korrespondent för skandinaviska tidningar. Hans närmaste medarbetare inom SPD blir Klaus Schütz som bland annat ansvarar för valkampanjer. Schütz blir senare regerande borgmästare. I ett SPD med Kurt Schumacher och Ernst Reuter som ledande personer kom partisekreteraren Franz Neumann bli Brandts interna utmanare.

### Politisk karriär i Berlin

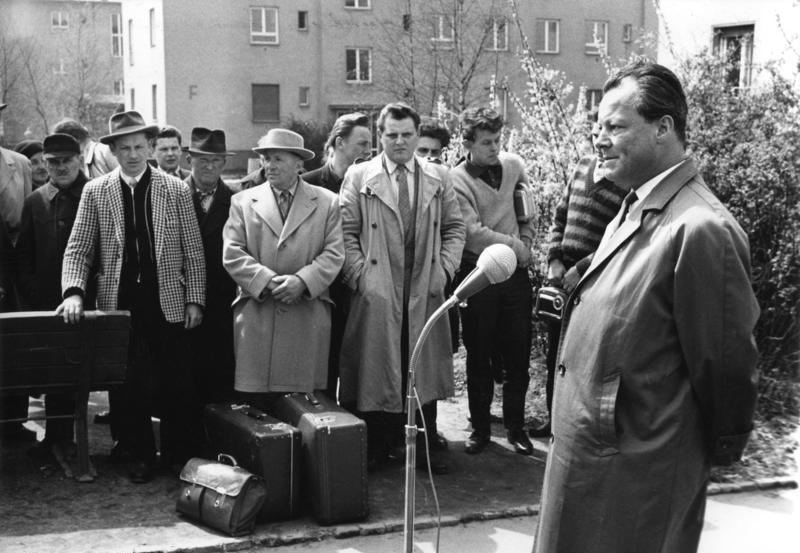
Brandt besöker ett Notaufnahmelager i Västberlin 1960.

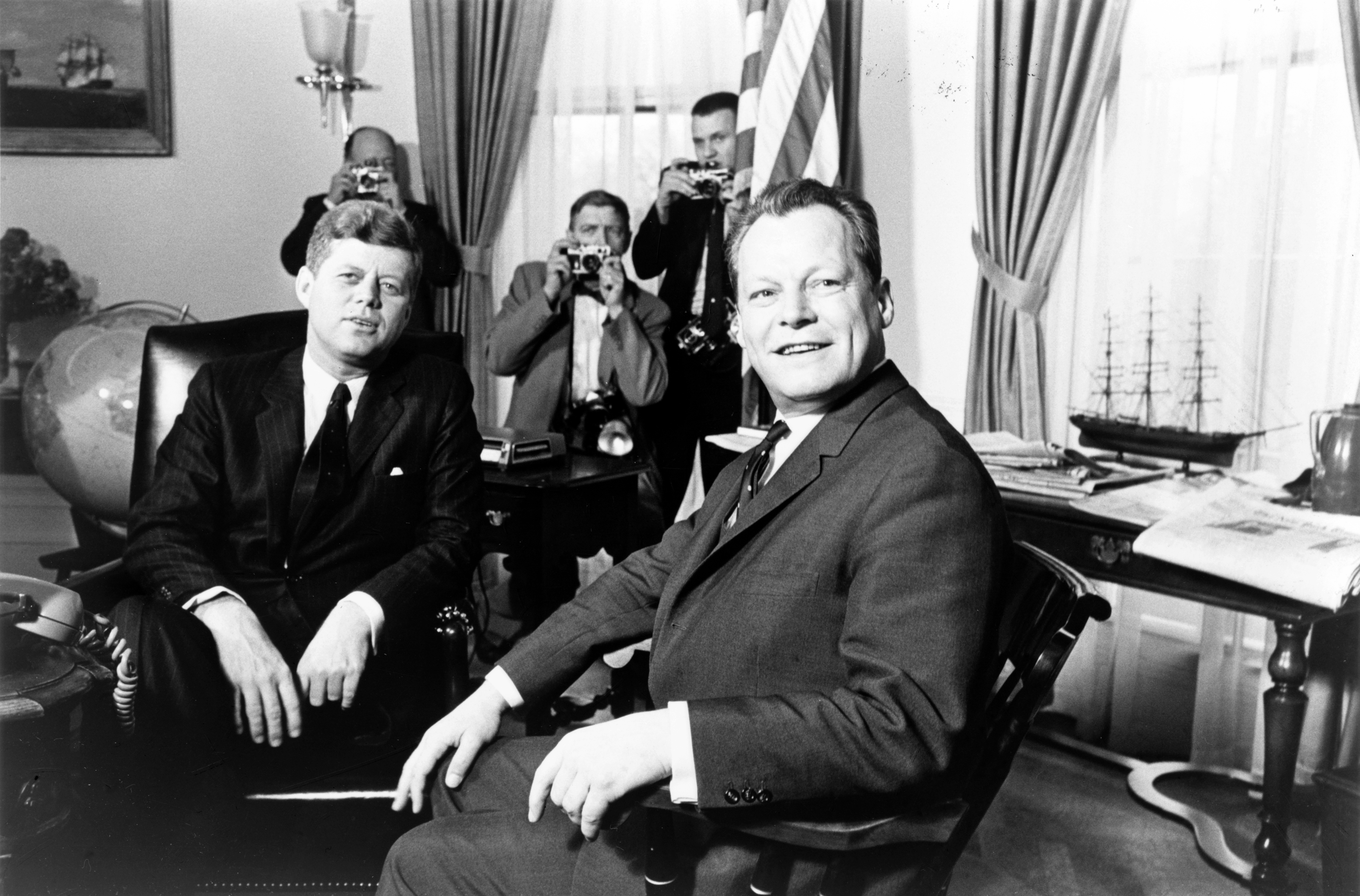
Willy Brandt tillsammans med USA:s president John F. Kennedy i Vita huset i Washington 1961

Brandts politiska karriär började som förbundsdagsledamot för Berlin i Bonn 1949. Han var ledamot 1949-1957 samtidigt som hans politiska karriär i Västberlin tog fart. Ernst Reuter blev en mentor för Brandt och en förespråkare för honom inom partiet. När Reuter avled 1953 var det Brandts mål att föra hans politiska arv vidare. Motståndaren Franz Neumann skulle under de kommande åren motarbeta den uppåtstigande Brandt. Men Brandt skulle komma att gå segrande ur den interna striden. 1956 gjorde Neumann ett misslyckat tal inför berlinare som samlats utanför rådhuset i Schöneberg för att protestera mot Sovjetunionens invasion i Ungern. Istället var det Brandt som lyckades lugna folkmassan och undvika en eskalation. Efteråt berättade Brandt att han trodde att ett tredje världskrig skulle kunnat bryta ut.

#### Regerande borgmästare
1955 hade Brandt blivit ordförande i Västberlins parlament efter Otto Suhr. 1957 följde utnämnandet till Berlins regerande borgmästare, en post han hade fram till 1966. 1958 blev Brandt ordförande för SPD i Västberlin och ersatte då Franz Neumann efter två tidigare misslyckade kandidaturer mot honom. Brandt var även ordförande för Förbundsrådet 1957-1958. Hans första senat var en stor koalition och i den andra kom han att bilda en koalition med FDP. Under denna period skapade Brandt sin politiska bas och en krets av nära politiska medarbetare i Egon Bahr, Klaus Schütz, Dietrich Spangenberg och Heinrich Albertz.. Han kom, likt sin föregångare Ernst Reuter, att bli populär som borgmästare, genom sitt arbete för att underlätta situationen för berlinarna. 
Brandt kom att inviga nya motorvägar och tunnelbanelinjer i återuppbyggnadens Berlin, tillfällen i offentligheten då han underströk viljan att förena staden. Då han invigde en tunnelbana tog han upp sin förhoppning till återförening och ett återförenat tunnelbanenät. I november 1958 ställdes ett ultimatum av Sovjetunionens ledare Nikita Chrusjtjov som krävde att västmakterna skulle lämna Västberlin. Det blev startskottet för flera kriser de kommande åren med kulmen i den så kallade Berlinkrisen 1961. Men inget hände med ultimatumet. Senare tackade Brandt nej till en träff med Chrusjtjov.

#### De små stegens politik
Brandt fick uppskattning för sitt handlade vid Berlinmurens byggande 1961 och för att han lyckades få fram lättnader i besöksreglerna med Östberlin. Brandt inledde så 1963 "De små stegens politik" när han undertecknade avtalet om passersedlar, Passierscheinabkommen, med Östberlin. Hans rådgivare Egon Bahr formulerade samma år tesen för vad som senare blev känt som Östpolitiken som "Wandel (der Systeme) durch Annäherung". Avtalet möjliggjorde för västberlinare att besöka släktingar i Östberlin. Avtalet som undertecknades 17 december 1963 gjorde att familjer som splittrats av muren kunde fira jul tillsammans. 1,2 miljoner besök följde fram till 5 januari 1964. Ytterligare avtal följde fram till 1966 innan reglerna återigen inskränktes innan Fyrmaktsavtalet trädde i kraft 1971.
Under hans tid vid borgmästarposten skedde en dramatisk utveckling i Berlin som kulminerade med byggandet av Berlinmuren 1961. Han var värd när den amerikanske presidenten John F. Kennedy förkunnande sin sympati med berlinarna i ett tal vid Rathaus Schöneberg ("Ich bin ein Berliner") vid sitt besök 1963. Brandt genomförde flera resor runt om i världen för att träffa politiska ledare, bland annat Jawaharlal Nehru i Indien.

### Kanslerkandidat

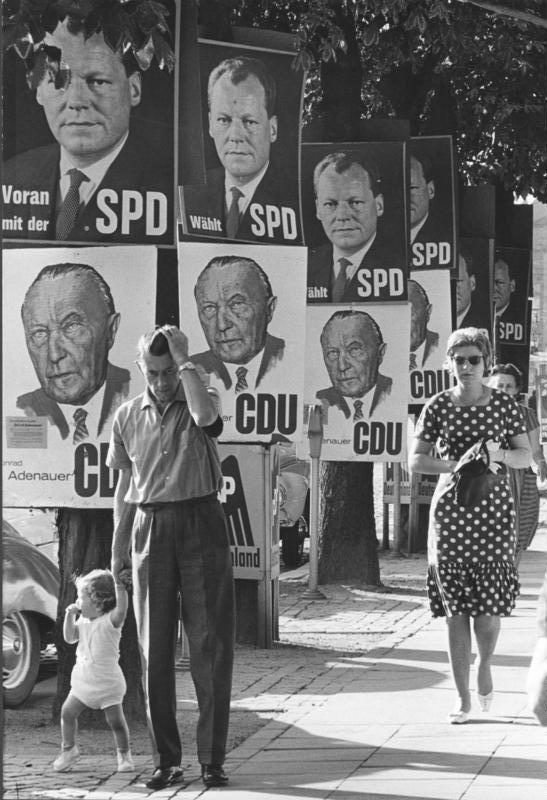
Valaffischer i Bonn 1961.

Valet av Brandt som kanslerkandidat överraskade en del som trodde att Carlo Schmid skulle bli vald. Brandt kunde som kanslerskandidat för SPD fira valframgångar vid förbundsdagsvalet 1961 då han ställde upp som kandidat mot CDU:s Konrad Adenauer. I valreklamen framhålls Brandt som det nya alternativet till en åldrad Adenauer. I andra filmer visades privatlivet upp med Brandt fiskande eller en som tar tag i rodret i ekan för att styra framåt. Under valkampanjen jämfördes Brandt ofta med John F. Kennedy, som Brandt själv tagit intryck av inför sin valkampanj.  
Adenauer valde vid ett tal att säga "Brandt alias Frahm" för att påtala Brandts år i exil och att han var född utomäktenskapligt. Även Franz Josef Strauss använde Brandts år i exil mot honom då han ställde den retoriska frågan: "Vad gjorde ni utanför under tolv år? Vi vet vad vi gjorde här hemma". Under 1950-talet spreds även den felaktiga uppgiften att Brandt kämpat som norsk soldat mot Tyskland, vilket föranledde en domstolsförhandling 1957 i Berlin där Brandt redovisade för sin tid i Norge och även under spanska inbördeskriget. Valet 1961 blev en framgång för Brandt och SPD som fick 36,2 procent vilket innebar en kraftig ökning i väljarstöd men det räckte inte för att bilda regering. 1964 blev Brandt partiordförande efter Erich Ollenhauer.

### Utrikesminister i stor koalition
Vid förbundsdagsvalet i Västtyskland 1965 förlorade SPD och Brandt mot förbundskansler Ludwig Erhard varpå en besviken Brandt lämnade den nationella politiken. Men ett år senare, 1966, sprack regeringskoalitionen mellan CDU/CSU och FDP. Brandt tog nu plats som vice förbundskansler och utrikesminister i en stor koalition under kanslern Kurt Georg Kiesinger (CDU). Det var första gången som SPD var regeringsparti efter kriget. I samband med detta lämnade Brandt Berlin och flyttade till Venusberg i Bonn. 
Brandt hade flera fördelar som utrikesminister: en minister utan en bakgrund i Nazityskland, erfarenheter från Berlin i konflikten mellan väst och öst och han pratade förutom de skandinaviska språken även engelska och franska. Brandt genomförde flera kursändringar som förebådade den senare östpolitiken: Tyskland skickade en ambassadör till Rumänien och återupptog de diplomatiska relationerna med Jugoslavien. Näringslivsföreträdare skickades till länder i östblocket som upprättade handelsrepresentationer. Brandt försökte också genomföra lättnader i Hallsteindoktrinen som han ville inte skulle gälla automatiskt utan prövas från fall till fall. Under samma period börjar FDP och Walter Scheel att bli ett alternativ för Brandt för bildandet av en koalition, Brandts och Scheels uppfattningar om östpolitiken visar sig ligga varandra  nära. 1967 var det Brandt som startade färg-TV:n i Västtyskland när han symboliskt tryckte på en knapp vid en tillställning på IFA-utställningen.

### Förbundskansler

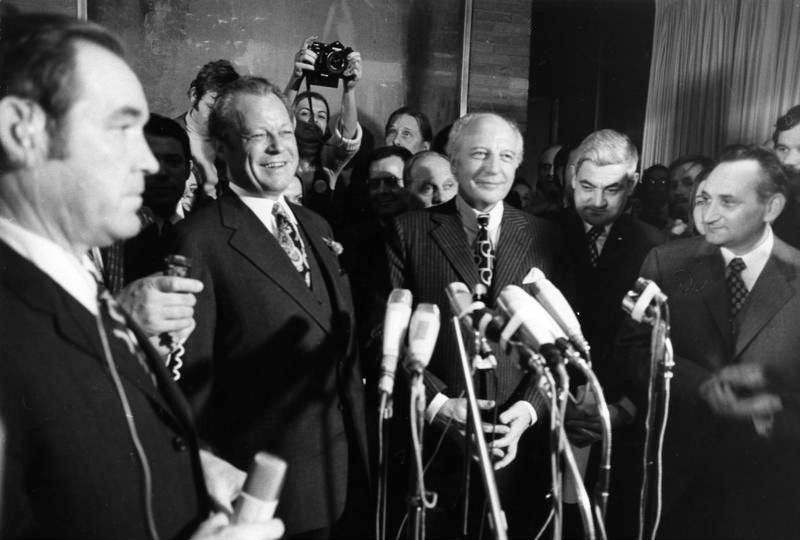
Brandt och Walter Scheel med Horst Ehmke och Egon Bahr efter valsegern 1972.

1969 valdes Brandt till Västtysklands förbundskansler då SPD tillsammans med FDP bildade en social-liberal regeringskoalition. I sin regeringsförklaring 28 oktober 1969 förkunnade Brandt att den nya regeringen ville våga mer demokrati och att Tyskland skulle vara en god granne såväl inrikes som utrikes, citat som att kopplas samman med reformerna och utrikespolitiken som genomfördes kommande år. Under Brandts tid som kansler kantades det politiska livet av ungdomsrevolten 1968 och dess efterdyningar. Hans parhäst i regeringen var koalitionspartnern FDP:s ledare Walter Scheel som blev utrikesminister. 

#### Ostpolitik
Utrikespolitiskt kom regeringen under Brandt att fira stora framgångar genom Ostpolitik, som Brandt utarbetat tillsammans med Egon Bahr. Den innebar erkännande av gränsen mellan Polen och Östtyskland och upprättande av normala diplomatiska relationer med bland annat Polen och Östtyskland. 19 mars 1970 besökte Brandt som första förbundskansler officiellt Östtyskland i samband med det första tysk-tyska toppmötet i Erfurt som följs upp av ett möte i Kassel 21 maj samma år. Utanför hotellet Erfurter Hof samlades östtyskar för att fira Brandts besök. 1970 skrevs Moskvafördraget om att verka för avspänning och upprätthållande av freden. Då hade de första sonderingsförhandlingarna startat 1969. I samband med detta överräcktes även Brief zur Deutschen Einheit, där Västtyskland fastslog att överenskommelsen inte går emot det politiska målet att det tyska folket av egen fri vilja återfår sin enighet.
Brandts besök i Warszawa i december samma år för undertecknandet av Warszawafördraget innebar en symbolhandling när Brandt knäböjde inför monumentet över ghettot. Brandts knäfall i Warszawa överraskade alla, inte ens Brandts närmaste förtrogna kände till aktionen. I delegationen ingick bland annat Berthold Beitz, Günter Grass och Siegfried Lenz, men Grass och Lenz missade händelsen då de missat transporten dit. När Grass sedan fick höra om knäfallet trodde han först inte på det. Brandt tog emot Nobels fredspris 1971 för sin Ostpolitik.

#### Misstroendevotum och nyval

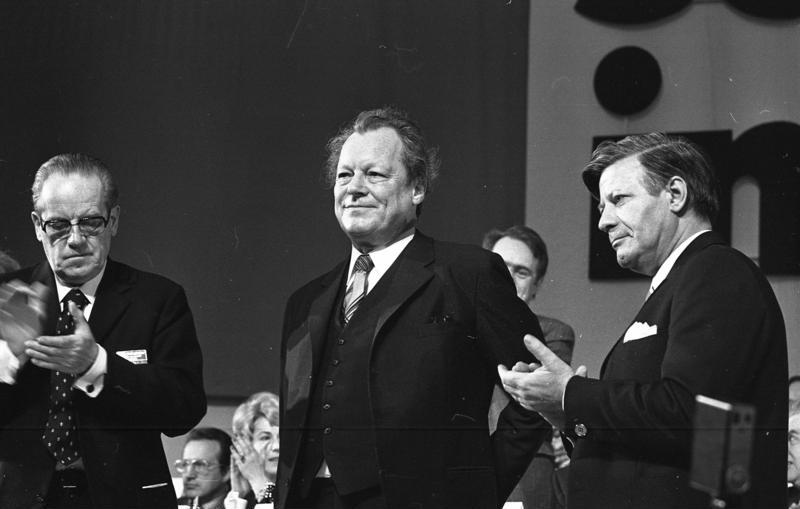
Brandt tillsammans med Herbert Wehner och Helmut Schmidt 1973.

Brandts regering ställdes inför ett konstruktivt misstroendevotum i april 1972 efter oppositionens missnöje med östpolitiken. Brandtregeringen vann omröstningen med endast två rösters marginal gentemot oppositionen och dess ledare Rainer Barzel (CDU). Senare har det kommit fram att Stasi mutade en CDU-ledamot, Julius Steiner, att rösta mot sitt eget parti. Även CSU:s Leo Wagner ska ha mutats av Stasi, vilket kommit fram genom Rosenholzakterna. I nyvalet i november 1972 blev SPD starkaste parti med 45,8 procent av rösterna och Brandts regering såg sig stärkt i sin östpolitik genom valresultatet. Det kom att bli Brandts politiska höjdpunkt. Bland annat Egon Bahr har konstaterat att det efter valet gick nedåt. 
7 juni 1973 besökte Brandt som första tyska förbundskansler Israel, då hade länderna haft diplomatiska relationer sedan 1965. 26 september 1973 talade Brandt som första tyska kansler inför FN:s generalförsamling i New York, samma år hade både Västtyskland och Östtyskland blivit medlemmar i Förenta nationerna. 11 december samma år följde Pragfördraget med Tjeckoslovakien som normaliserade relationerna länderna emellan. Pragfördraget, som föregåtts av utdragna förhandlingar, innebar bland annat att länderna återupptog diplomatiska relationer (upprättandet av ambassader), och några dagar senare skedde detta även med Bulgarien och Ungern, vilket markerade ett första slut för Östpolitiken då Västtyskland nu hade ambassader i samtliga länder öster om järnridå undantaget Albanien.

#### Guillaume-affären
Brandt avgick 6 maj 1974 som en följd den mycket uppmärksammande Guillaume-affären, då det visade sig att Östtyskland lyckats placera en spion, Günter Guillaume, som nära medarbetare hos den västtyska kanslern. Brandt avgick och efterträddes av Helmut Schmidt. Brandts avgång hade föregåtts av att han var allt tröttare, och under sin andra regering ställdes inför höga förväntningar samtidigt som konjunkturen gick ner i samband med oljekrisen, även strejker genomfördes och möjligheterna till reformer minskade. Brandt kvarstod som SPD:s partiförande och engagerades sig bland annat i socialdemokratins internationella samarbete. Schmidt har senare uttalat det som ett stort misstag att han inte tog över som partiordförande i samband med tillträdet som kansler 1974.

### Efter tiden som förbundskansler

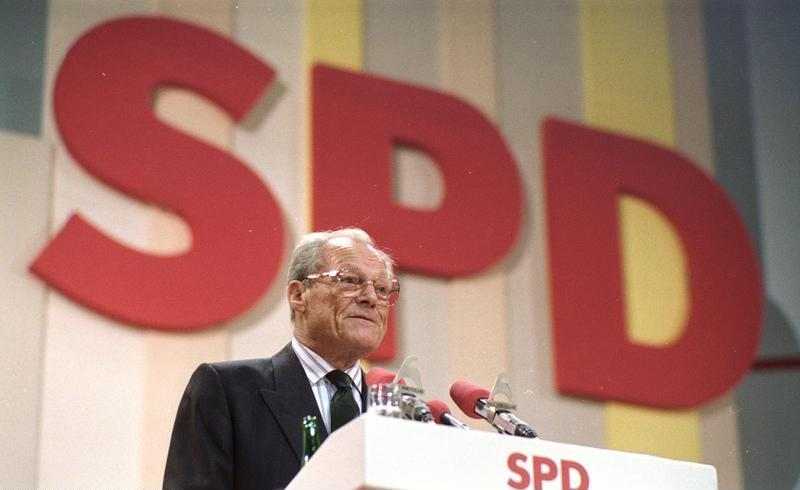
Brandt vid SPD:s partikongress i Münster 1988.

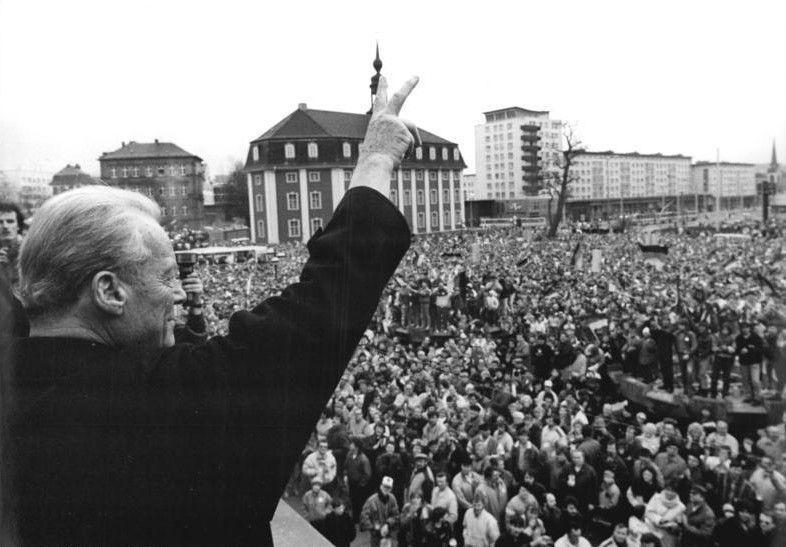
Willy Brandt i Gera 1990.

Brandt blev ordförande för Socialistinternationalen 1976, en post han hade fram till 1992. Han var även ledamot i Europaparlamentet 1979-1983. 1980 presenterades den så kallade Brandtrapporten, North-South: A Program for Survival, av Nord-syd-kommissionen i New York som Brandt ledde efter att ha blivit utsedd av Världsbankens Robert McNamara 1977. 1978 drabbades Brandt av en hjärtinfarkt som gjorde att han under en period inte kunde upprätthålla sina uppdrag. Brandt fortsatte att träffa utländska politiker, bland annat träffade han Fidel Castro på Kuba 1984 och samma år även Deng Xiaoping och Michail Gorbatjov. 1985 besökte Brandt Erich Honecker i Östberlin. 
Brandt öppnade förbundsdagen 1983 som dess ålderpresident, trots att Brandt bara var näst äldst, avstod Egon Franke posten till förmån för Brandt. Även Förbundsdagarna 1987 och 1990 öppnade Brandt som dess ålderspresident. 
Brandt var kvar längre i förbundsdagen än båda hans interna SPD-kontrahenter Herbert Wehner och Helmut Schmidt. Men hans sista år som ordförande för SPD kännetecknades av ett parti som inte kunde ta tillbaka regeringsmakten och hade svårt att utmana CDU. Han avgick 1987 sedan det blivit konflikt kring att utse den partilösa Margarita Mathiopoulos till talesperson för SPD. Han efterträddes av Hans-Jochen Vogel. Vid murens fall 1989 fick Brandt åter en plats i rampljuset som en av de personer som betytt mest för den positiva utvecklingen i det kalla kriget och mellan de två tyska staterna. Han deltog även tillsammans med Helmut Kohl vid de officiella firandena av den tyska återföreningen. Brandt kunde också som förbundsdagens ålderspresident öppna den första gemensamma tyska förbundsdagen.
I slutet av livet gav han ut sina memoarer, Erinnerungen. Han avled i sviterna av koloncancer och ligger begravd på Waldfriedhof Zehlendorf i Berlin.

### Privatliv

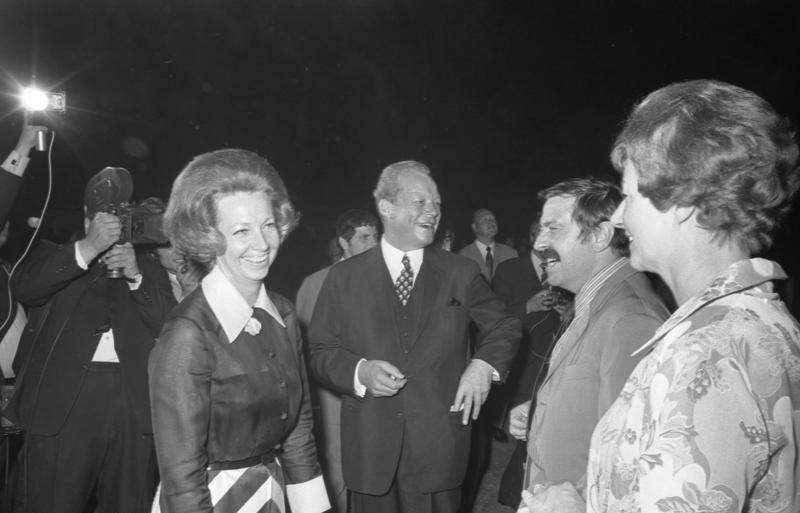
Willy Brandt tillsammans med sin fru Rut och Günter Grass 1970.

Willy Brandt var gift tre gånger; 1940 gifte han sig med norskan Anna Carlotta Thorkildsen med vilken han hade dottern Ninja född 1940. De skilde sig 1946. År 1948 gifte han sig med en annan norska, Rut Hansen (1920-2006); de fick tre söner, Peter (1948), Lars (1951) och Matthias (1961). Sonen Matthias Brandt är skådespelare och spelade i TV-filmen Im Schatten der Macht rollen som Günter Guillaume. Rut var en mycket populär i Västtyskland under makens tid som förbundskansler.
Brandt bodde på 1950-talet med familjen på Marinesteig vid Schlachtensee i Berlin. Brandt flyttade sedan han utsetts till minister till Bonn och levde sedan i många år i Unkel utanför Bonn. Familjen hade ett sommarhus utanför Hamar i Norge. Efter en otrohetsaffär med sin sekreterare skilde sig Brandt och Rut och de två återsåg aldrig varandra mer. Från 1983 till sin död var han gift med sin före detta sekreterare, Birgitte Seebacher (född 1946).

## Minnesplatser och utställningar

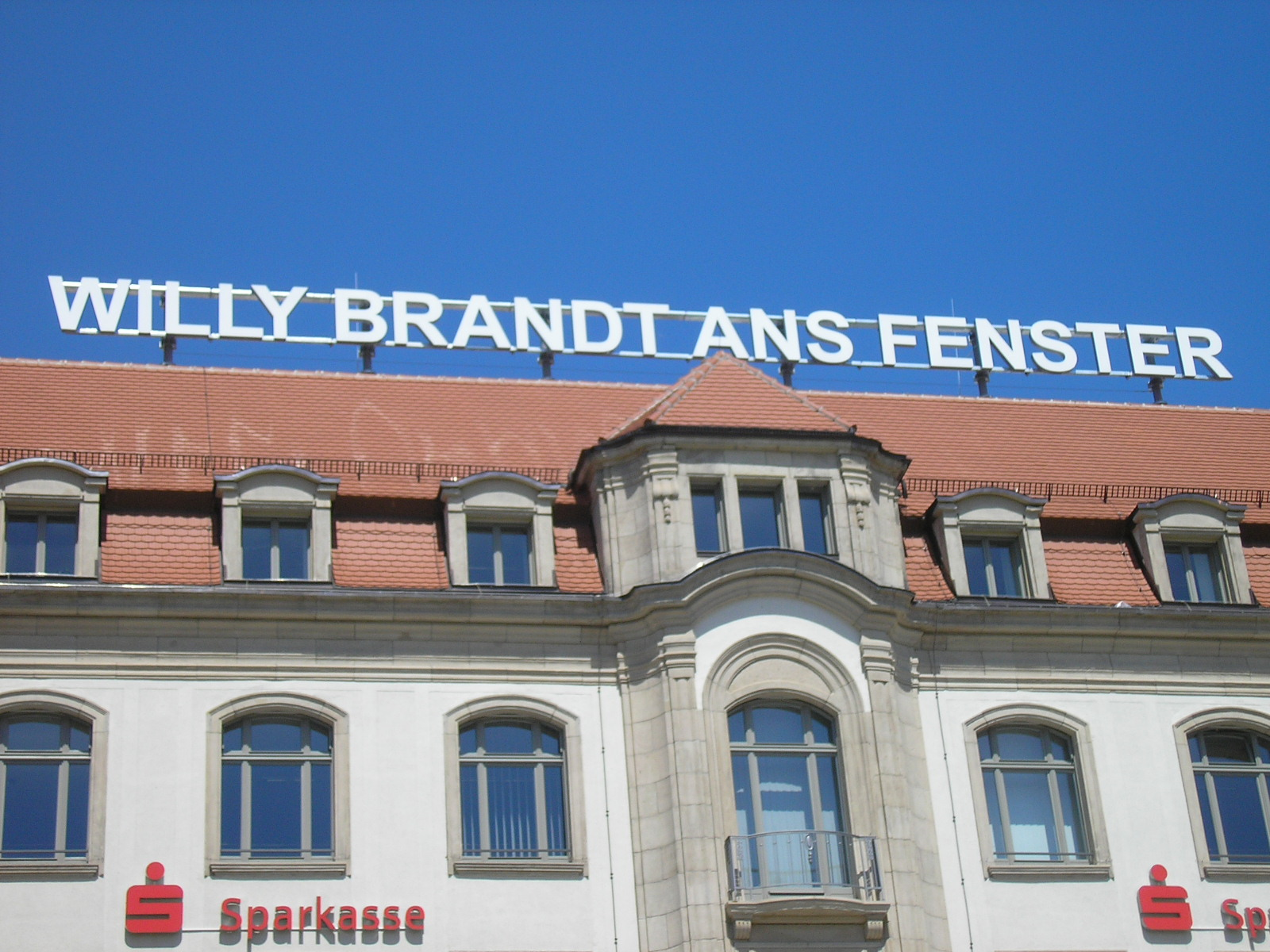
Minnesinstallation över Brandts historiska besök i Erfurt 1970.

Efter Brandts död har många platser och gator uppkallats efter honom, bland annat Willy-Brandt-Straße i Berlin där Bundeskanzleramt ligger och Willy-Brandt-Allee i hemstaden Lübeck. I Erfurt heter platsen framför järnvägsstationen Willy-Brandt-Platz till minne av det första tysk-tyska mötet 1970. Sedan 2010 finns även en neonskylt med texten "Willy Brandt ans Fenster" på taket till det tidigare hotellet Erfurter Hof i Erfurt skapad av konstnären David Mannstein som minner om mötet 1970.
Utanför Tyskland finns minnesmärken bland annat i Porto, Lille och Warszawa. Brandt är hedersmedborgare i flera tyska städer. Den tyska staten inrättade även Bundeskanzler-Willy-Brandt-Stiftung till hans minne med säte i Berlin. SPD:s huvudkontor i Berlin heter Willy-Brandt-Haus. I Stockholm finns Willy Brandts park.
Det finns även tre stycken forum om Willy Brandt. I Berlin finns Forum Willy Brandt Berlin som är beläget på Unter den Linden. Det är säte för Bundeskanzler-Willy-Brandt-Stiftung som 1996-2010 hade sitt säte i Rathaus Schöneberg där Brandt verkade som Västberlins borgmästare. Den nuvarande utställningen började visas 2012. I Schwerin öppnade Willy-Brandt-Forum 2001 och i Unkel öppnade ett Willy-Brandt-Forum 2011 som visar hans politiska karriär i en permanent utställning. Det finns även en norsk-tysk stiftelse, Norwegisch-Deutsche Willy-Brandt-Stiftung.
Berlins nya storflygplats, Berlin Brandenburgs internationella flygplats, bär dessutom namnet Willy Brandt.

## Utmärkelser
- Freedom Award,  1957
- Förbundsrepubliken Tysklands förtjänstorden - storkors,  1959
- Storkors av Sankt Olavs orden,  1960
- Hederstecken i silver och band av Österrikiska republikens förtjänstorden,  1961
- Storkorsriddare av Republiken Italiens förtjänstorden,  8 augusti 1965[58]
- Årets slipsman,  1967[59]
- Storkorset av isländska falkorden,  1968
- Storkorset av Oranien-Nassauorden,  1969
- Storkors av Dannebrogorden,  1970
- Person of the Year,  1970
- Uppgående solens orden, första klass,  1971
- Storkors av Kronorden,  1971
- Nobels fredspris,  1971[60][61]
- Jubileumsmedaljen från firandet av 2500-årsdagen för grundandet av shah-dömet i Iran,  11 oktober 1971
- Kommendör med stora korset av Vasaorden,  1972
- Stort hederstecken i guld med band av Österrikiska republikens förtjänstorden,  1972
- Hedersmedborgare i Lübeck,  1972
- Hedersdoktor vid université Strasbourg-III,  1973[62]
- Storkors av Hederslegionen,  1973
- Storkorset av Peruanska Solorden,  1986
- Hedersdoktor vid universitetet i Granada,  1987[63]
- Hedersdoktor vid Vrije Universiteit Brussel,  1990[64]
- Storkors av  Vita lejonets orden,  2000
- Hedersmedborgare i Berlin
- B'nai B'rith
- Albert Einsteins fredspris
- Hedersdoktor vid Yale University
- Hedersdoktor vid Maria Curie-Skłodowska-universitetet
- Hedersdoktor vid Oxfords universitet
- Order pro merito Melitensi

[Redigera Wikidata]